# Thinocyon
Il tinocione (gen. Thinocyon) è un mammifero estinto, appartenente agli ienodonti. Visse nell'Eocene medio (circa 49 - 46 milioni di anni fa) e i suoi resti fossili sono stati ritrovati in Nordamerica e in Asia.

## Descrizione
Questo animale doveva essere di proporzioni e dimensioni simili a quelle di una martora (Martes martes), con un corpo allungato e arti corti. Era molto simile a Limnocyon, ma la taglia doveva essere minore e le proporzioni più gracili. Anche la cresta sagittale era meno sviluppata, così come le creste occipitali. Il primo e il secondo incisivo inferiore rimanevano nella parte frontale della mandibola. L'ultimo premolare superiore era privo di un denticolo interno molto sviluppato. Sul primo molare, il paracono e il metacono erano ben distinti, e sul secondo il parastilo era meno sviluppato di quello presente in Limnocyon. Anche i molari inferiori mostravano una semplificazione del talonide, una riduzione del metaconide, un allungamento della lama formata da paraconide e metaconide; in sostanza, i molari erano più taglienti di quelli di Limnocyon.
La base del cranio era larga e appiattita, e la bolla timpanica non era ossificata; era presente un anello timpanico incompleto, disposto orizzontalmente. Il forame stilo-mastoideo era delimitato in avanti da una piccola barra ossea, probabilmente il timpano-iale. 
L'omero era dotato di una cresta deltoide bassa, e la forma arrotondata della testa del radio indica la possibilità di movimento di pronazione e supinazione. Nelle zampe posteriori, la tibia era allungata e gracile come quelle degli animali corridori; il perone era marcatamente ridotto. Le zampe posteriori erano probabilmente subdigitigrade.

## Classificazione
Il genere Thinocyon venne descritto per la prima volta nel 1872 da Othniel Charles Marsh sulla base di resti fossili ritrovati in Wyoming; la specie tipo è Thinocyon velox. Altre specie sono T. cledensis, T. comptus, T. medius (tutte nordamericane) e T. sichowensis, della Cina.
Thinocyon è un membro dei limnocionini (Limnocyoninae), un gruppo di creodonti di piccole dimensioni e dalle affinità incerte, probabilmente ascrivibili alla famiglia Hyaenodontidae.

## Paleoecologia
La forma delle ossa degli arti indica che Thinocyon era un buon arrampicatore e probabilmente era ben adattato anche alla corsa.